# Kampfgruppe gegen Unmenschlichkeit
Die Kampfgruppe gegen Unmenschlichkeit (KgU) war eine militante antikommunistische Organisation, die von West-Berlin aus den Widerstand gegen die SED-Diktatur in der DDR unterstützte, einen Suchdienst für in der Sowjetischen Besatzungszone Verschleppte organisierte, Sabotageakte und Anschläge durchführte und Spionage in militärischen und zivilen Bereichen betrieb.
Die KgU wurde 1948 von Rainer Hildebrandt, Ernst Benda und anderen gegründet und erhielt am 23. April 1949 eine Lizenz der Alliierten Kommandantur als politische Organisation. Finanzielle Unterstützung erhielt die KgU von westlichen Geheimdiensten. Nach Auslaufen der Lizenz wurde die Organisation am 2. April 1951 als Verein in das Vereinsregister beim Amtsgericht Charlottenburg eingetragen. Vereinsvorsitzender war von 1951 bis 1958 der Sozialdemokrat Ernst Tillich. 1959 löste sich die Gruppe auf. Mitglieder der Gruppe wurden in der DDR verfolgt, mehrere wurden von der sowjetischen Militärjustiz und zwei von DDR-Gerichten zum Tode verurteilt und hingerichtet, andere zu hohen Strafen verurteilt.

## Anfänge
Kontrolliert wurde die KgU bis zur Auflösung 1959 vom US-Auslandsgeheimdienst Central Intelligence Agency (CIA). Am Anfang stand ein „Büro Dr. Hoffmann“, das von Heinrich von zur Mühlen zusammen mit Hildebrandt geleitet wurde.

## Wirken

### Suchdienst, Propaganda und Spionage
Ursprung der KgU war die Wahrnehmung der Aufgabe eines Suchdienstes für Menschen, die nach dem Ende des Zweiten Weltkrieges in der Sowjetischen Besatzungszone (SBZ) und in Berlin von der sowjetischen Geheimpolizei als Gegner der Besatzungsmacht bzw. des kommunistischen Regimes verhaftet und neben ehemaligen Nationalsozialisten in einem der zehn Speziallager jahrelang eingesperrt oder in die Sowjetunion verschleppt worden waren.
Die KgU wurde 1948 von Rainer Hildebrandt, Günther Birkenfeld, Ernst Benda, Herbert Geisler und Winfried von Wedel-Parlow gegründet und gewann vor allem in Schulen und Universitäten Anhänger, die dann in der SBZ bzw. DDR Flugblätter und Flugschriften verteilten oder Parolen malten („F“-Kampagne, bei der „F“ für Freiheit stand). In den illegal in die sowjetische Zone gebrachten Druckerzeugnissen wurde über die Politik der SED, FDJ sowie insbesondere die Aktivitäten des Ministeriums für Staatssicherheit bzw. dessen Vorgänger und die sowjetische Geheimpolizei aufgeklärt, in den 1950er Jahren auch für die deutsche Wiedervereinigung geworben oder gegen die Rote Armee agitiert. Nach Einschätzung des Historikers Siegfried Lokatis handelte es sich dabei um „zweckgerichtete antikommunistische Propaganda und psychologische Kriegsführung.“ Die KgU bezeichnete dies intern selbst als „Zersetzungsarbeit“.
Im Zuge der West-Berliner Vorbereitungen auf die III. Weltfestspiele der Jugend und Studenten vom 5. bis 19. August 1951 in Ost-Berlin hatte Tillich den Vorsitz im Arbeitskreis „Politik und Presse“. Sein Konzept, das an „kommunistische Propagandaaktionen – nur mit umgekehrten Vorzeichen“ erinnerte, fand im übrigen Gremium, in dem sich das Motto „Wir zeigen euch die freie Welt“ durchsetzte, keine Resonanz. In der Nacht vom 11. zum 12. August 1951 unterstützten Mitglieder der Gruppe den Einsatz der Westberliner Polizei bei der Schleusung von etwa 100.000 Festivalteilnehmern, die sich der für den 12. August als Höhepunkt geplanten Großdemonstration zur Feier des Stalin-Aufgebots durch eine Übernachtung in West-Berlin entziehen wollten, zurück nach Ost-Berlin. Zum Programm der Gegenspiele gehörte eine Veranstaltung der KgU am 15. August. Hildebrandt hielt vor in- und ausländischen Festivalteilnehmern eine Rede, in der er die Befreiung des „Raumes von der Elbe bis zur Beringstraße“ zum Ziel des Kalten Krieges erklärte und ihnen zurief: „Viele werden auf ein gesichertes Dasein verzichten und Aufgaben ergreifen müssen, die der Hilfe, der Weckung des Weltgewissens und dem Kampfe dienen“.
Die KgU nutzte Sendungen des RIAS in Berlin zur Unterstützung ihres Suchdienstes und warb so auch Bewohner der DDR für die Mitarbeit. Deren Aufgabe bestand nicht nur im Verteilen von Flugblättern, sondern sie lieferten auch nachrichtendienstlich verwendbare Informationen, was sich anfangs zunächst nur beiläufig aus den Befragungen des Suchdienstes ergeben hatte. Nach Beginn der Zusammenarbeit mit dem US-amerikanischen Geheimdienst CIC wurde von jeder Karteikarte ein Durchschlag an den Geheimdienst weitergegeben.
In der Gründungsphase kooperierte die KgU mit der Organisation Gehlen. Reinhard Gehlen distanzierte sich in seinen Memoiren jedoch von den Methoden der KgU.

### Sabotage und Anschläge
Zu Beginn der 1950er Jahre ging die KgU zu Sabotageanschlägen auf zivile Einrichtungen über. So beschädigten KgU-Gruppen die Finowkanalbrücke bei Zerpenschleuse und sprengten Eisenbahngleise. 1951 wurden im Vorfeld der Weltfestspiele von der KgU „Reifentöter“ (auf Straßen gestreute Stahlspitzen) ausgegeben, um die Anreise der Teilnehmer zu stören.
An den Nachmittagen des 4. und 8. September 1951 legte die KgU mittels Phosphorampullen Brände in Kaufhäusern in Leipzig während der Öffnungszeit. Die Brandanschläge scheiterten allerdings, weil die Brände immer rechtzeitig entdeckt und gelöscht werden konnten.
Über DDR-Funktionäre sammelte die KgU Informationen mit der Absicht, diese Personen nach dem Ende der DDR-Diktatur abzustrafen. Es wurden aber auch Drohbriefe verschickt. Am 6. Juli 1951 wurde durch den KgU-Sachgebietsleiter für Sachsen-Anhalt Richard Hennig (Deckname „Rux“) und eine KgU-Gruppe aus Calbe an der Saale die Ermordung des SED-Kreisvorsitzenden von Calbe durch vergiftete Pralinen angedacht. Der Plan konnte nicht zur Ausführung kommen, da die Gruppe kurze Zeit später verhaftet wurde.
Daneben betrieb die KgU Wirtschaftssabotage durch administrative Störungen, indem Behördenpost gefälscht wurde. Auf diese Weise wurden Lebensmitteltransporte fehlgeleitet, Umstellungen in der Produktion sowie Preisreduzierung im Einzelhandel „angeordnet“. Es wurden durch die KgU auch Maschinen, Produkte und Lebensmittel zerstört und Briefmarken gefälscht (u. a. die Motive Wilhelm Pieck sowie Fünfjahrplan). Neben zwei Brandanschlägen auf eine hölzerne Autobahnbrücke im August 1951, die entdeckt und gelöscht werden konnten, war die Sprengung einer Eisenbahnbrücke über die Autobahn bei Erkner im Mai 1952 geplant. Dieser Anschlag sollte sich gegen einen auf der Strecke Berlin-Moskau verkehrenden Schnellzug richten, der von sowjetischem Personal genutzt wurde. Dass dabei Menschen zu Schaden kommen sollten, war offensichtlich beabsichtigt. Der Sprengstoff wurde von der KgU ausgehändigt. Die Sprengung wurde aber angeblich wegen eines fehlenden Fluchtfahrzeugs nicht ausgeführt. Der Sprengstoff sollte dann zur Sprengung der Eisenbahnbrücke bei Spindlersfeld eingesetzt werden, was dort durch Volkspolizisten verhindert wurde.
Die KgU beabsichtigte, das Stromnetz der DDR durch die Sprengung von Hochleitungsmasten lahmzulegen und lieferte dafür Sprengstoff aus.

## Strafverfolgung

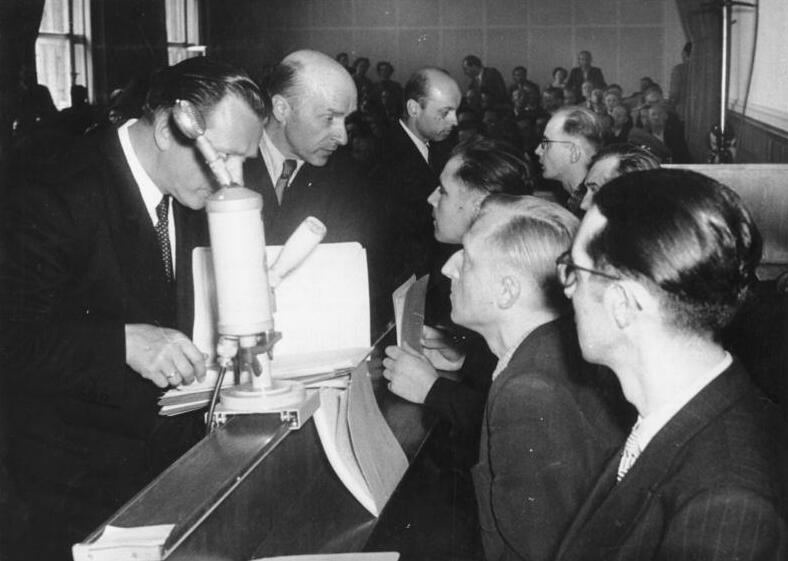
Schauprozess gegen 5 „KgU-Agenten“ vor dem 1. Strafsenat des Obersten Gerichts der DDR am 21. Juni 1955. V.r.n.l.: Gerhard Benkowitz, Hans-Dietrich Kogel und Willibald Schuster sowie ihre Verteidiger.

Die DDR und die Sowjetische Militäradministration in Deutschland gingen massiv gegen die KgU vor. Innerhalb weniger Wochen nach der Festnahme des „Sachgebietsleiters Sachsen“ Hanfried Hiecke (Deckname Fred Walter) am 8. September 1951 wurden dort etwa 200 KgU-Mitarbeiter verhaftet, darunter der West-Berliner Student Günter Malkowski. Ende November 1951 verhängten sowjetische Militärtribunale in 42 geheimen Verfahren die Todesstrafe, für die übrigen Angeklagten zehn bis 25 Jahre Lagerhaft. Die Todesurteile wurden in Moskau vollstreckt. Nur wenige der zum Tode Verurteilten wurden in Moskau zu Lagerhaft begnadigt. Ein großer Teil der zu Lagerhaft Verurteilten aus der Verhaftungswelle vom Herbst 1951 wurde ins Gulag Workuta verbracht. Im Jahre 1955 wurden nach Verhandlungen von Adenauer mit der Sowjetunion die deutschen politischen Häftlinge gleichzeitig mit den deutschen Kriegsgefangenen aus den sowjetischen Lagern nach Deutschland entlassen.
Im Jahre 1952 erhielten Werner Tocha, Gerhard Blume, Gerhard Schultz Haftstrafen von acht, neun, und fünf Jahren Gefängnis.
Johann Burianek wurde 1952 unter anderem wegen der Anschlagsvorbereitungen auf die Eisenbahnbrücke bei Erkner zum Tode verurteilt und hingerichtet. Wolfgang Kaiser wurde im gleichen Jahr verurteilt und hingerichtet. Ihm wurde die Bereitstellung von hochprozentigen Säuren, Brand- und Sprengsätzen sowie Gift vorgeworfen, dabei war das von der KgU ausgegebene Cantharidin nicht, wie von der DDR-Propaganda behauptet, zur ziellosen Vergiftung des Trinkwassers der Bevölkerung vorgesehen, sondern der Vergiftung sowjetischer Truppen im Kriegsfall.
Nach 1952 gingen die militanten Aktivitäten der KgU deutlich zurück. Der von der KgU erhoffte baldige Umsturz in der DDR hatte nicht stattgefunden. Auch in dieser Phase wurden Schauprozesse gegen KgU-Mitglieder durchgeführt. Gerhard Benkowitz, Hans-Dietrich Kogel, Willibald Schuster, Gerhard Kammacher und Christian Busch wurden als KgU-Agenten ab dem 14. Juni 1955 vor dem 1. Strafsenat des Obersten Gerichts der DDR der Prozess gemacht. Am 23. Juni 1955 ergingen auf Vorgabe des ZK der SED Todesurteile gegen Gerhard Benkowitz und Hans-Dietrich Kogel (beide wohnhaft in Weimar) wegen Vorbereitung von Sabotageaktionen. Gerhard Benkowitz hatte im Zeitraum 1951–1952 unter anderem Brücken und eine Talsperre zur Vorbereitung einer Sprengung im Ernstfall ausgekundschaftet. Die Beherbergung eines Sprengkommandos bei Hans-Dietrich Kogel wurde vereinbart. Später beschränkte sich die Tätigkeit der Gruppe um Benkowitz und Kogel auf das Versenden von Drohbriefen an Partei- und Staatsfunktionäre, Informationsbeschaffung und das Verbreiten von Informations- und Propagandamaterial. Die Todesurteile wurden am 29. Juni 1955 vollstreckt.

## Unterstützung und Ziele
Eine wesentliche finanzielle Unterstützung für die Kampfgruppe gegen Unmenschlichkeit kam aus den USA über den Nachrichtendienst CIC und anfänglich auch von der amerikanischen Ford Foundation, vom Roten Kreuz und der Caritas. In den Anfangsjahren bestand auch eine Kooperation mit Stellen des Senats von Berlin. Auch die Bundeszentrale für politische Bildung (1952–1963 noch unter dem Namen Bundeszentrale für Heimatdienst) unterstützte in den fünfziger Jahren die KgU finanziell. 
Klaus Körner sieht als Funktionen solcher Gruppen wie der KgU „konkrete Hilfeleistungen für DDR-Bürger, Schriftenversand in die DDR und Nachrichtenbeschaffung aus der DDR“, wobei sich die Höhe der Zuwendungen der Geheimdienste am „Wert der Nachrichten“ orientierte. Für Enrico Heitzer war die CIA ab 1951 tonangebend in der KgU: „Sie finanzierte sie fast vollständig und bestimmte weitgehend den Kurs.“ Zuvor hätte diese die Organisation Gehlen sowie andere amerikanische und britische Geheimdienste aus der anfänglich von ehemaligen Angehörigen der NS-Geheimdienste geprägten Organisation gedrängt. Die humanitäre Arbeit, die im Mittelpunkt deren Selbstdarstellung stand, sei tatsächlich nur von einem kleinen Teil der KgU betrieben wurden. Den Schwerpunkt der Arbeit der KgU habe geheimdienstliche Aufklärung, psychologische Kriegsführung und Sabotage gebildet.
„Neben karitativer, propagandistischer und nachrichtendienstlicher Tätigkeit, wie sie auch von anderen Widerstandsorganisationen betrieben wurde“, verfolgte die KgU in den frühen 1950er Jahren nach Einschätzung von Karl Wilhelm Fricke „eine Strategie der massiven Destabilisierung der SED-Diktatur, zu deren Aktionsrepertoire sogar Brand- und Sprengstoffanschläge gehörten.“ Dieses habe den „Aufbau eines Untergrundnetzes“ eingeschlossen, das auch „Ansätze einer ‚militärischen‘ Komponente hatte.“

## Auflösung
Nicht erst in den Jahren 1957 und 1958 war die KgU intern stark zersplittert. Auf Betreiben von Berliner Senat und Bundesministerium für gesamtdeutsche Fragen wurde sie im März 1959 aufgelöst.

## Personen innerhalb oder im Umfeld der KgU
- Gerd Baitz, Beirat und Leitung der KgU (Decknamen „Leeder“, „Bährmann“)
- Ernst Benda, Lizenzträger der KgU, stud. jur., damaliger Vorsitzender der Jungen Union
- Gerhard Benkowitz
- Günther Birkenfeld, Lizenzträger der KgU, Schriftsteller
- Johann Burianek
- Josef Didinger
- Edeltraud Eckert, in DDR-Haft umgekommene Lyrikerin
- Gerhard Finn, bis 1958 für die KgU tätig (Decknamen „Pilz“, „Fuchs“), danach Referatsleiter im Bundesministerium für gesamtdeutsche Fragen.
- Paul Fischer, Politiker
- Karl Wilhelm Fricke, Entführungsopfer der DDR-Staatssicherheit
- Herbert Geisler (1921–1986), 1945-Januar 1948 als Funktionär der LDP und der FDJ, ab Dezember 1948 für die FDP Mitglied des Abgeordnetenhauses von (West-)Berlin; Mitbegründer der KgU
- Ludwig Hayne
- Rainer Hildebrandt, Lizenzträger der KgU, Widerstandskämpfer gegen den Nationalsozialismus
- Horst Jäger, Autor
- Wolfgang Kaiser, Chemiestudent
- Hans-Dietrich Kogel
- Peter Lorenz, Lizenzträger der KgU, Politiker
- Günter Malkowski, Student der FU Berlin und SPD-Mitglied, hingerichtet
- Heinrich von zur Mühlen
- Hans-Joachim Näther, Gymnasiast aus Altenburg, hingerichtet
- Friedrich-Wilhelm Schlomann
- Siegfried Schulze, Mitglied, auf ihn wurde 1975 von der DDR-Staatssicherheit auf Anweisung des stellvertretenden Ministers Bruno Beater ein fehlgeschlagener Mordversuch verübt, ein Stasi-IM mit dem Decknamen „Rennfahrer“ wurde 1993 wegen des Mordversuchs zu viereinhalb Jahren Freiheitsstrafe verurteilt.[33][34]
- Ernst Tillich, KgU-Leitung
- Heinz Wiechmann, Mitglied, späterer Leiter des Landesamtes für Verfassungsschutz in Berlin